# Изабелла (графиня Файф)
Изабелла Макдафф (около 1320—1389) — шотландская аристократка, графиня Файфа в 1353—1371 годах.

## Биография
Единственная дочь Доннхада (Дункана), графа Файфа (1289—1353), и Марии де Монтермар, дочери Ральфа де Монтермара, 1-го барона Монтермара, и Джоанны Аркской.
В 1332 году Изабелла и её мать Мария были захвачены в Перте сторонниками Эдуарда Баллиоля и отправлены в графство Нортумберленд (Северная Англия).
Изабелла была четыре раза замужем. Её первым мужем был сэр Уильям Рамсей из Коллати, за которого она вышла замуж около 1358 года. В 1360 или 1361 году она во второй раз вышла замуж за Уолтера Стюарта (около 1338—1362), второго сына Роберта Стюарта (1319—1390), будущего короля Шотландии (1371—1390), от первого брака с Элизабет Мур. В январе 1363 года её третьим мужем стал сэр Томас Биссет из Апсетлингтона (умер в 1366). Четвертым браком она вышла замуж за Джона Данбара (умер до 1371). Все мужья Изабеллы носили титулы графа Файф (по праву жены). Все четыре брака были бездетными.
30 марта 1371 года графиня Изабелла Файфская отказалась от графства в пользу Роберта Стюарта, графа Ментейта (1339—1420), будущего герцога Олбани, который был третьим сыном короля Шотландии Роберта II Стюарта от первого брака с Элизабет Мур.
Изабелла Макдафф скончалась после 12 августа 1389 года и была похоронена рядом со своим вторым мужем Уолтером Стюартом.